# Campeonato Amapaense de Futebol de 2017
O Campeonato Amapaense de Futebol de 2017 foi a 72ª edição do estadual do Amapá. O campeão ganhou uma vaga na Copa do Brasil de 2018, na Copa Verde de 2018 e na Série D de 2018. O vice-campeão também se classificou para a quarta divisão do Campeonato Brasileiro do próximo ano. O Santos terminou como  campeão após vencer o Macapá por 7 x 2 e conquistar o penta campeonato.

## Equipes participantes
A princípio, sete equipes disputariam o campeonato, mas o Santana Esporte Clube desistiu de participar faltando seis dias para o início da competição. O clube alegou falta de patrocínio e dinheiro para custear os três meses do estadual.

## Regulamento
Na primeira fase, a ser disputada entre 24 de junho e 29 de julho, as seis equipes se enfrentarão em jogos de ida. Como o Santana estava programado para participar da competição, essa fase ocorreria em sete rodadas, com um clube folgando a cada rodada. Após o anúncio da desistência da equipe, o calendário não foi reestruturado e, assim, as sete rodadas foram mantidas, com dois clubes folgando a cada rodada (a equipe que originalmente não jogaria naquela rodada, além da equipe que enfrentaria o Santana). A única exceção será a 3ª rodada, em que todas as equipes jogarão, pois seria a rodada em que o Santana folgaria.
Assim que todos os clubes tiverem jogado cinco partidas, os quatro melhores colocados avançarão às semifinais, a serem disputadas entre 3 e 14 de agosto em partidas de ida e volta. Os vencedores das semifinais terão o direito de disputar a Série D do Campeonato Brasileiro de 2018 e avançarão à final do Campeonato Amapaense. Esta também será disputada em jogos de ida e volta, nos dias 19 e 24 de agosto, no Estádio Olímpico Zerão, em Macapá. O vencedor, além do título de campeão amapaense, ganhará vagas na Copa do Brasil e na Copa Verde de 2018.

## Primeira fase
- Atualizado em 10 de agosto[5]